# Paula Beatriz
Paula Beatriz de Souza Cruz (Taboão da Serra, 31 de enero de 1971) es una educadora, directora de escuela y activista por los derechos de la población LGBT brasileña . Es responsable de la administración de la Escuela Estadual Santa Rosa de Lima, en Capão Redondo, en la Zona Sur de São Paulo, cargo que ocupa desde 2013.
Fue la primera directora trans de una escuela pública en São Paulo. Lideró, de manera pionera, la movilización a favor de incluir el nombre social de los estudiantes transexuales y travestis en las listas de pases de lista y en los diarios escolares.

## Formación
Paula Beatriz es educadora desde hace más de 30 años, graduada en pedagogía y posgraduada en gestión educativa, por la Universidad Estatal de Campinas, y en Docencia en la Enseñanza Superior, por la Universidad Estácio de Sá.
Inició su carrera docente a los 18 años. Enseña en la red de educación del estado de São Paulo desde 1989, cuando ingresó a la Escuela Estadual Presidente Kennedy. Desde 2003 es directora de la EE Santa Rosa de Lima, con 1.000 alumnos de 1° a 5° grado de primaria y 70 docentes y funcionarios.

## Activismo
Paula ha organizado varias actividades sobre el movimiento LGBT en su escuela y en la comunidad. En la escuela, dirigió estudios y debates sobre las personas LGBT en el sistema educativo. En la comunidad, ha dado charlas en varias conferencias, como TODXS Conecta y el Congreso sobre Gestión de Personal del Sector Público de São Paulo. Además, es activo y reconocido en la comunidad afrodescendiente.
En 2012, afiliada al Partido Socialismo y Libertad, se postuló para el cargo de concejala, por el municipio de São Paulo, convirtiéndose en suplente.

## Distinciones

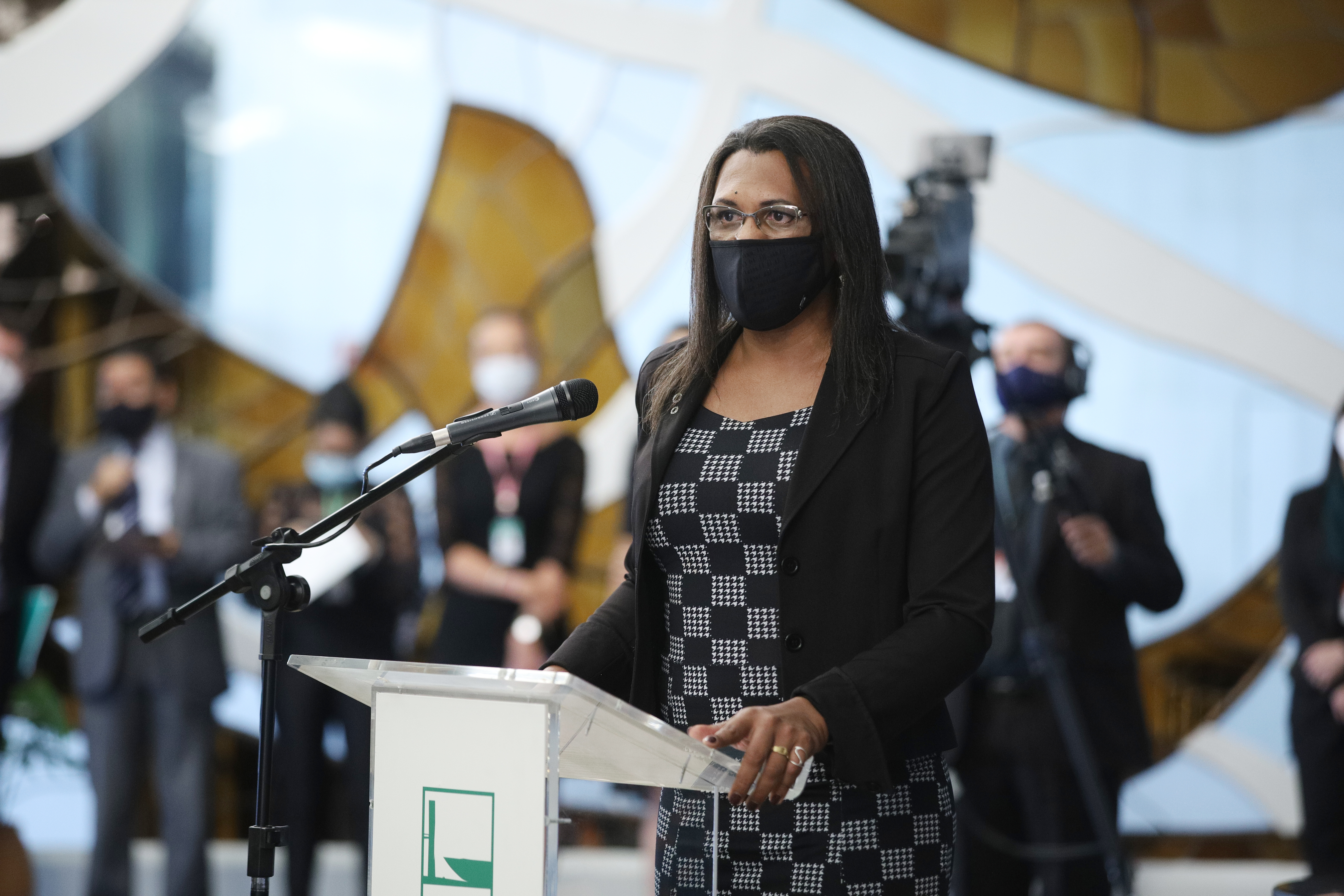
Ceremonia de entrega del Premio Darcy Ribeiro a Paula Beatriz en 2021

Ha sido reconocida por su trayectoria y su activismo en varias instancias.
En 2014 ganó el 1er Premio Telma Lipp - categoría Educación, en el IX Encuentro Sureste de Travestis y Transexuales.
En 2016, ganó el Premio Claudia Wonder, en la 4ª SPTransvisão – en celebración del 29 de enero, Día de la Visibilidad Trans. También en 2016 ganó el Premio a la Diversidad - 5ª Edición, en la categoría Personalidad Transexual. En 2017, el Ministerio de Educación, la Secretaría de Estado de Educación de São Paulo, la 1ª Revista de ABRAPEE (Asociación Brasileña de Profesionales y Especialistas en Educación) y la Revista UOL publicaron en línea un artículo reconociéndola como la 1ª Directora Transexual de la Red Estado de Educación de São Paulo.
En 2018 fue ponente en el Ciclo Educar Hoje - Las diferentes infancias en el territorio, realizado por el SESC-São Paulo. y homenajeada por la Secretaría de Estado de Educación de São Paulo por su destacada participación en la categoría Diversidad Sexual y de Género.
En 2019 recibió el Premio Ruth de Souza, ofrecido por el Consejo Estatal de Participación y Desarrollo de la Comunidad Negra del Estado de São Paulo (CPDCN), de la Secretaría de Justicia y Ciudadanía . El premio celebra a los líderes afrobrasileños. También en 2019, fue homenajeada durante el acto solemne organizado por el diputado Carlos Giannazi, en la ALESP, por su activismo LGBTQIA+.
En 2021 recibió el Premio de Educación Darcy Ribeiro, otorgado por la Comisión de Educación de la Cámara de Diputados. Aún en 2021, uno de los callejones del Jardim Mitsutani, en Capão Redondo, pasó a llamarse "Professora Paula Beatriz", por iniciativa de los vecinos del barrio.
El 28 de junio de 2022, el Ayuntamiento de São Paulo, por iniciativa de la concejal Erika Hilton, le otorgó el título de Ciudadana de São Paulo.

## Vida personal
De familia modesta, nació en un municipio de la periferia de la Región Metropolitana de São Paulo, recibiendo el nombre de Paulo. La madre se separó del padre cuando los seis hijos de la pareja aún eran pequeños.
Su infancia y adolescencia estuvieron marcadas por varios descubrimientos, entre ellos, que era una mujer trans y que quería ser maestra.
A la edad de 9 años, Paulo fue llevado a un psiquiatra, por recomendación de la escuela. El diagnóstico fue " homosexualidad ", condición que, en su momento, fue considerada una enfermedad por la Organización Mundial de la Salud, y fue recién en 1990 que dejó de estar incluida en la CIE (Clasificación Estadística Internacional de Enfermedades y Problemas Relacionados con la Salud). Empezó a medicarse, bajó su rendimiento escolar, cambió su comportamiento, hasta que su madre, Beatriz, decidió poner fin al calvario del niño y tomó una decisión drástica: tiró todas las drogas por el inodoro. "Tener un hijo gay estaba bien; pero un niño loco o infeliz... ¡para nada!" Doña Beatriz era sirvienta escolar. Luego se convirtió en cuidadora de la Escuela Estatal Presidente Kennedy y la familia vivió allí durante unos siete años, mientras se construía su propia casa. Paula Beatriz recuerda que le gustaba ir a la biblioteca. “En vacaciones también ayudaba en la secretaría, ya que mi letra era buena. Cuando decidí ser maestra, muchos me desanimaron diciendo que era una profesión que pagaba muy mal. A los 18 años comencé a enseñar a niños y adultos a leer y escribir, y en 1989 comencé a dar clases. Me gradué en pedagogía, hice un posgrado en gestión educativa y docencia en la educación superior.” Siempre tuvo una buena relación con su familia y se refiere a su imagen anterior como su "hermano gemelo". No se deshace de fotos antiguas ni trata de olvidar su pasado.
En 2007 se inició el proceso médico para el procedimiento de reasignación de sexo. Antes de su transición de género, Paula fue coordinadora, instructora y directora. Su transformación se completó cuando aún era directora. Sintió que se sintió cómoda durante su transición, en parte debido al apoyo de sus compañeros y estudiantes. Por ello, se esfuerza por apoyar a otros en transición en la comunidad escolar. En 2013, rectificó sus documentos a mujer y cambió su nombre legal a Paula Beatriz de Souza Cruz.

## Filmografía
- Mi cuerpo es político, documental de Alice Riff, con Fernando Ribeiro, Giu Nonato, Linn da Quebrada y Paula Beatriz.[21]
- Transgente (2019), serie documental emitida por Canal Brasil, en seis capítulos de 30'. Dirigida por Adriana Dutra y Malu de Martino.[22]